# Laurentiu Profeta
Laurentiu Profeta (født 12. januar 1925 i Bukarest, Rumænien - død 22. august 2006) var en rumænsk komponist, pianist og direktør.
Profeta studerede musikteori, harmonilærer, komposition og klaver på Musikkonservatoriet i Bukarest (1945-1949) hos bla. Paul Constantinescu og Alfred Mendelsohn. Han har skrevet orkesterværker, kammermusik, sange, operaer, balletmusik, filmmusik, korværker etc. Profeta var direktør på Rumænsk Radio (1948-1952), og Direktør for musikafdelingen i det Rumænske Kulturministerium (1952-1960). Han modtog Enescu Prisen i (1942).

## Udvalgte værker
- Kaptajnens kone (1946) - ballet
- Timerne på Havet (1979) - ballet
- Peter Pan´s historie (1984) - komisk børne opera
- jødiske sange (1996)